# Anastomus lamelligerus
L'anastomo africano (Anastomus lamelligerus, Temminck 1823) è un uccello della famiglia dei Ciconidi, diffuso in Africa.

## Sistematica
Anastomus lamelligerus ha due sottospecie:
- A. lamelligerus lamelligerus Temminck, 1823, con areale esteso a buona parte dell'Africa subsahariana
- A. lamelligerus madagascariensis Milne-Edwards, 1880, endemica del Madagascar.

## Distribuzione e habitat
La specie è presente in Angola, Benin, Botswana, Burkina Faso, Burundi, Camerun, Repubblica Centrafricana, Ciad, Repubblica del Congo, Repubblica Democratica del Congo, Costa d'Avorio, Guinea Equatoriale, Eritrea, Etiopia, Gabon, Ghana, Kenya, Liberia, Madagascar, Malawi, Mali, Mauritania, Mozambico, Namibia, Niger, Nigeria, Ruanda, Senegal, Sierra Leone, Somalia, Sudafrica, Sudan, Swaziland, Tanzania, Togo, Uganda, Zambia e Zimbabwe.